# Sperosoma nudum
Sperosoma nudum is een zee-egel uit de familie Echinothuriidae.
De wetenschappelijke naam van de soort werd in 1977 gepubliceerd door Shigei.